# Rhynchostele cervantesii
Rhynchostele cervantesii är en orkidéart som först beskrevs av Juan José Martinez de Lexarza, och fick sitt nu gällande namn av Soto Arenas och Gerardo A. Salazar. Rhynchostele cervantesii ingår i släktet Rhynchostele och familjen orkidéer.

## Underarter
Arten delas in i följande underarter:
- R. c. cervantesii
- R. c. halbingeriana
- R. c. membranacea

## Bildgalleri

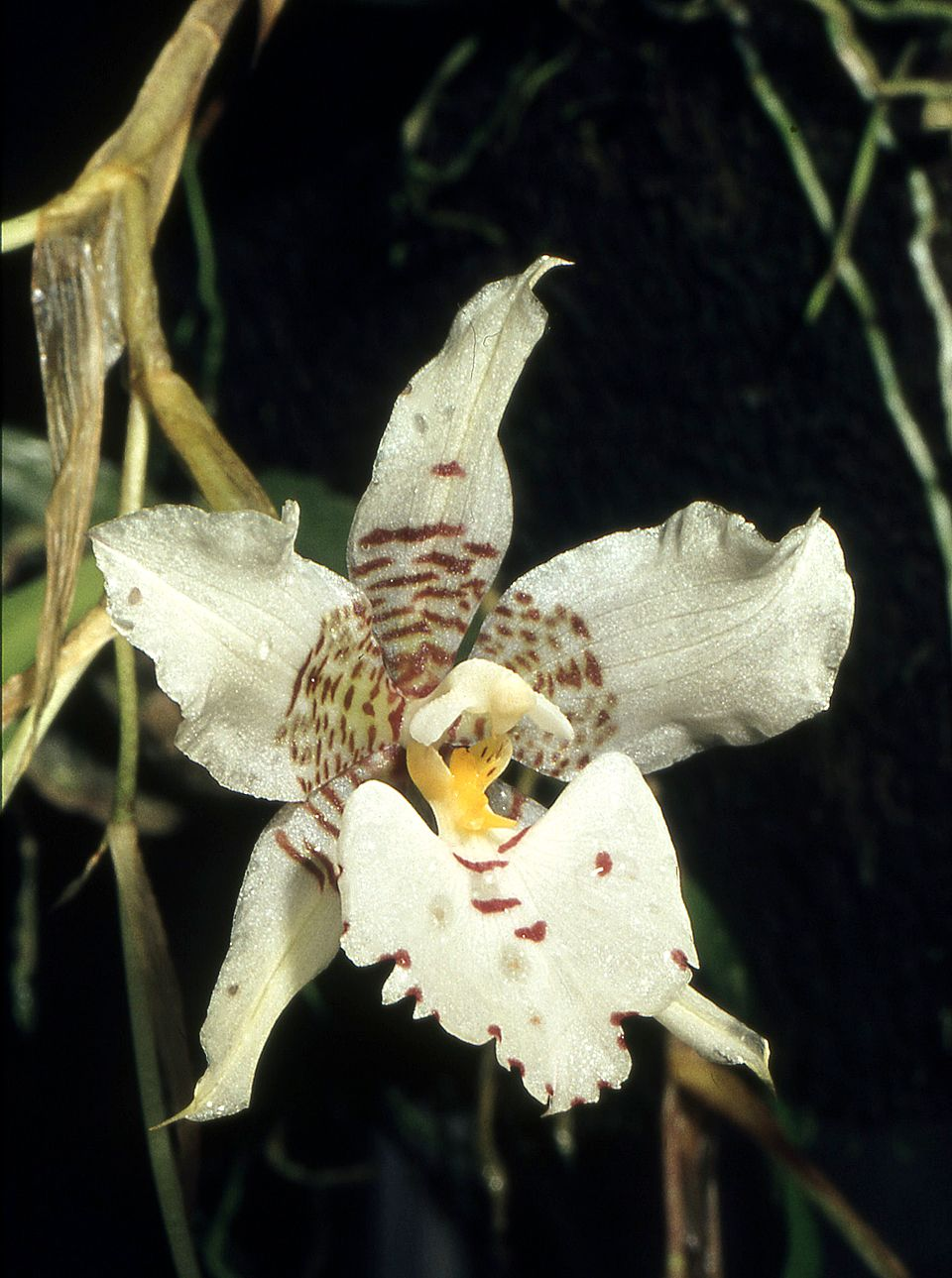
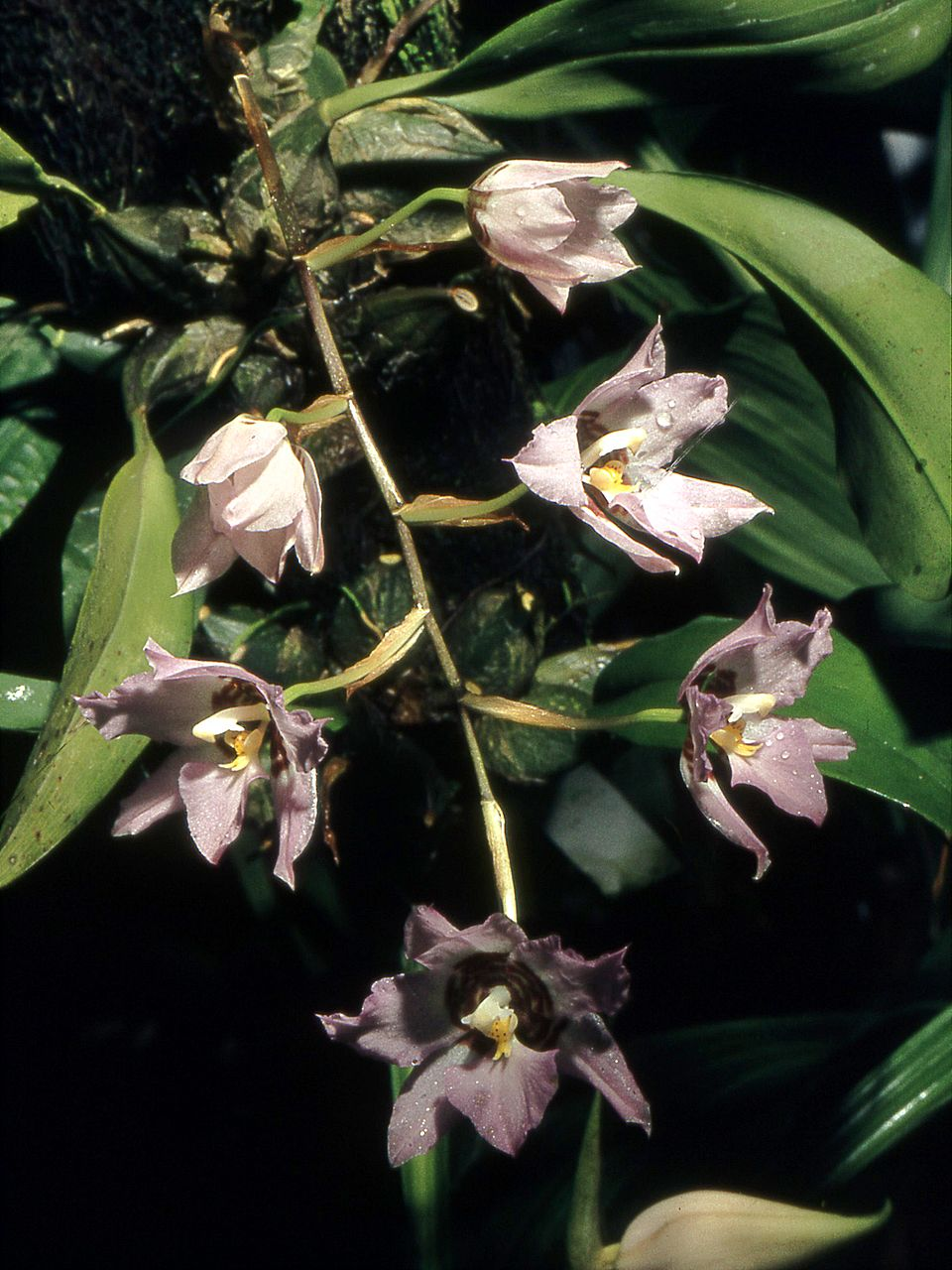
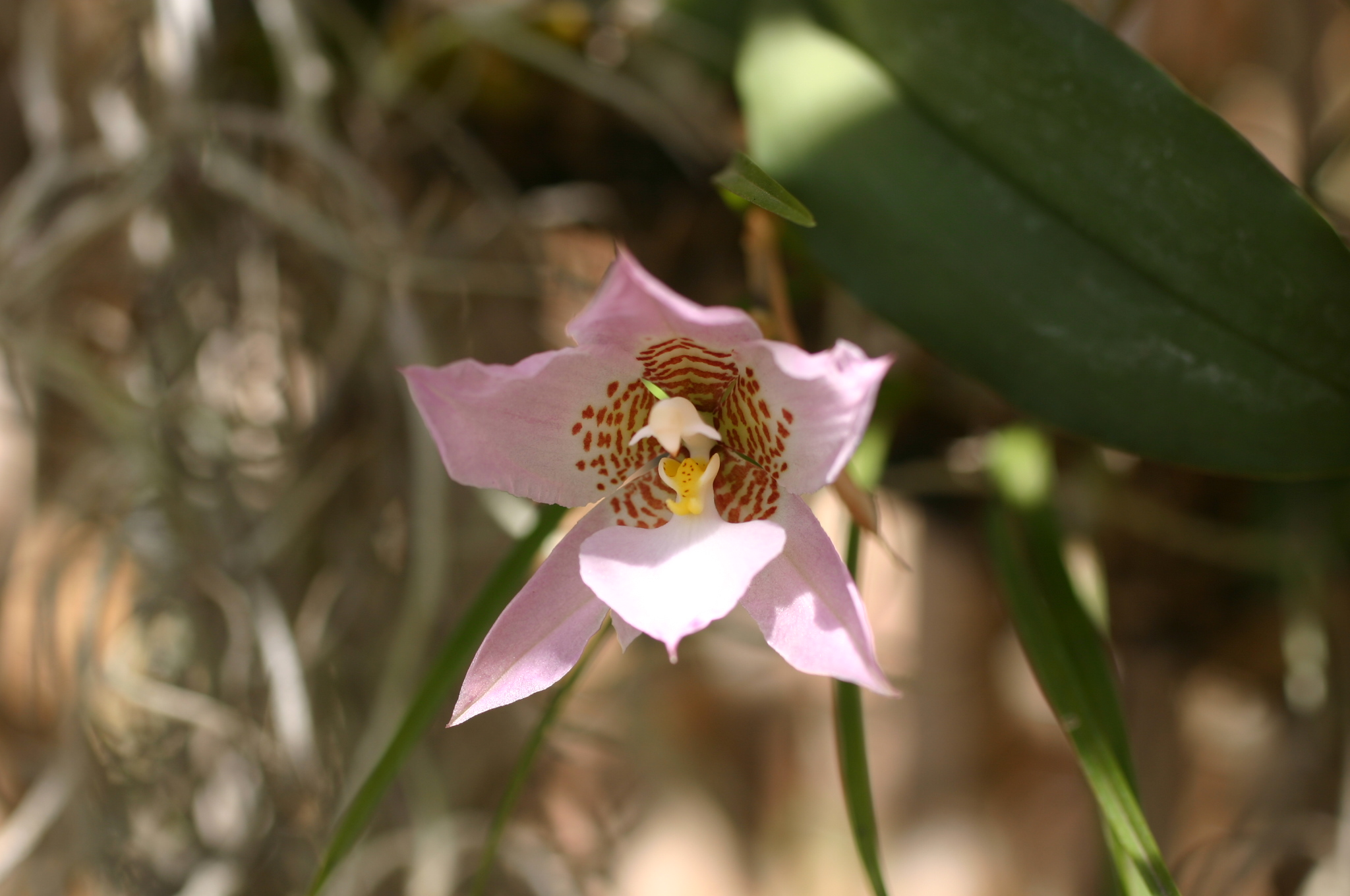
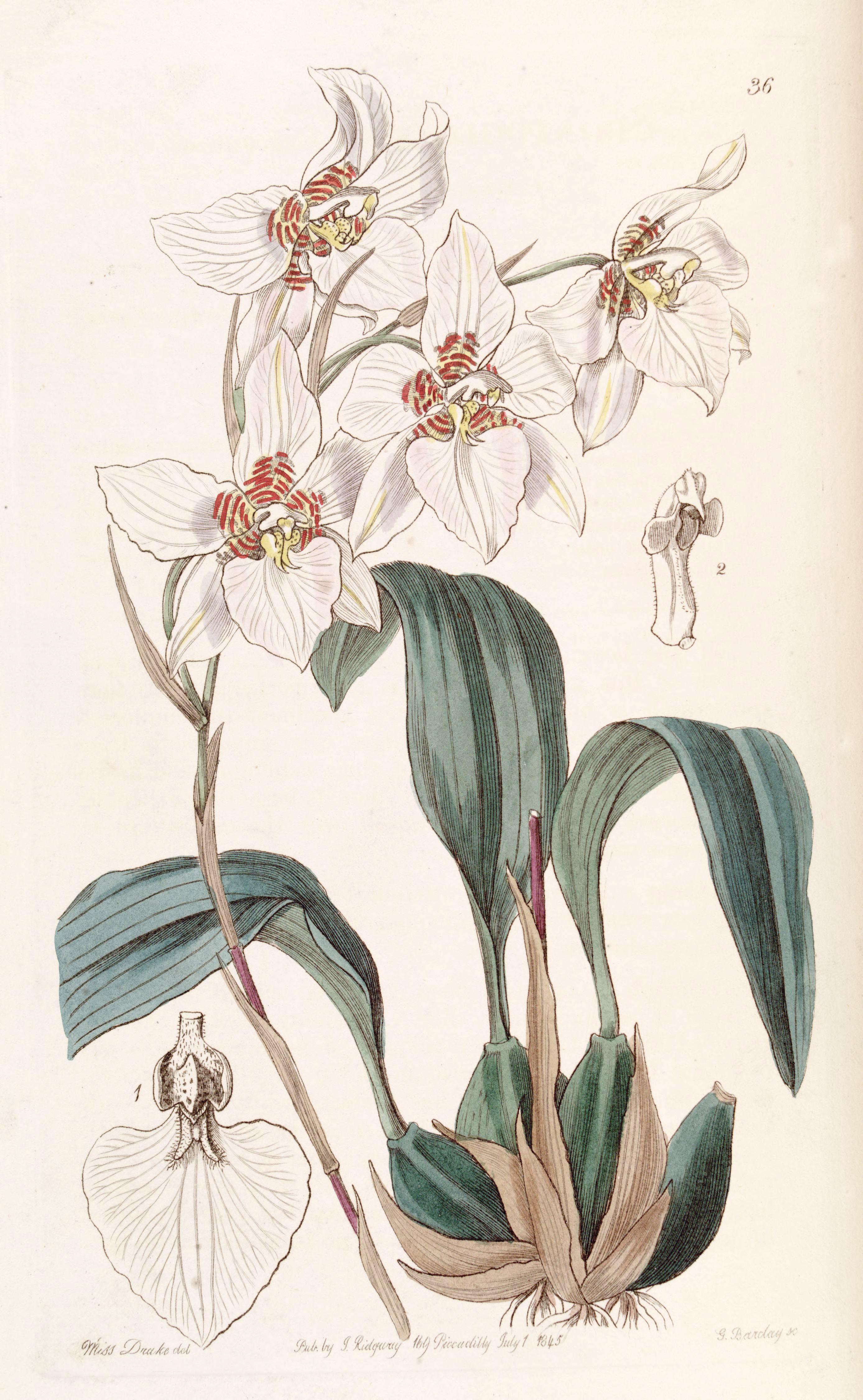
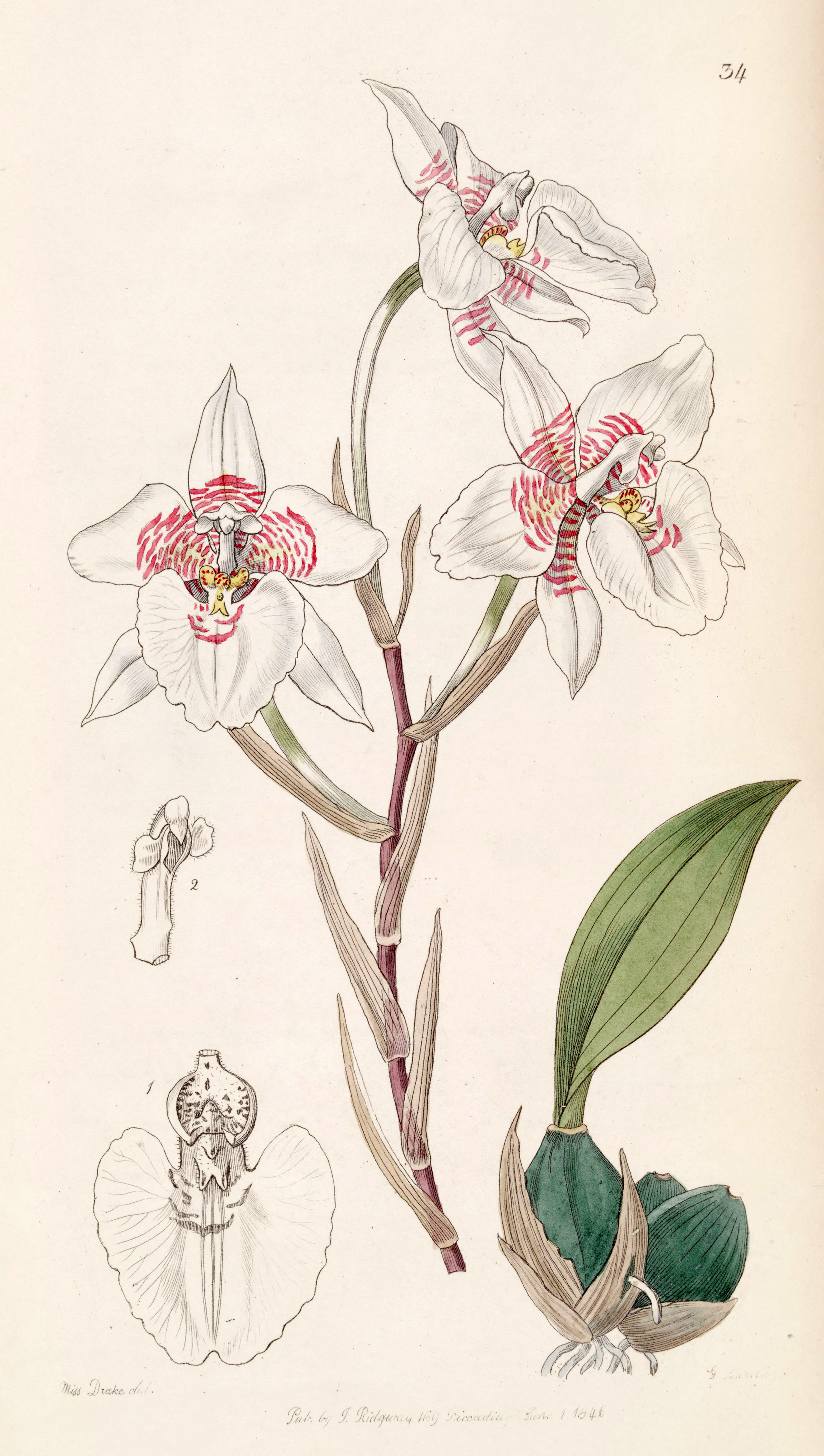
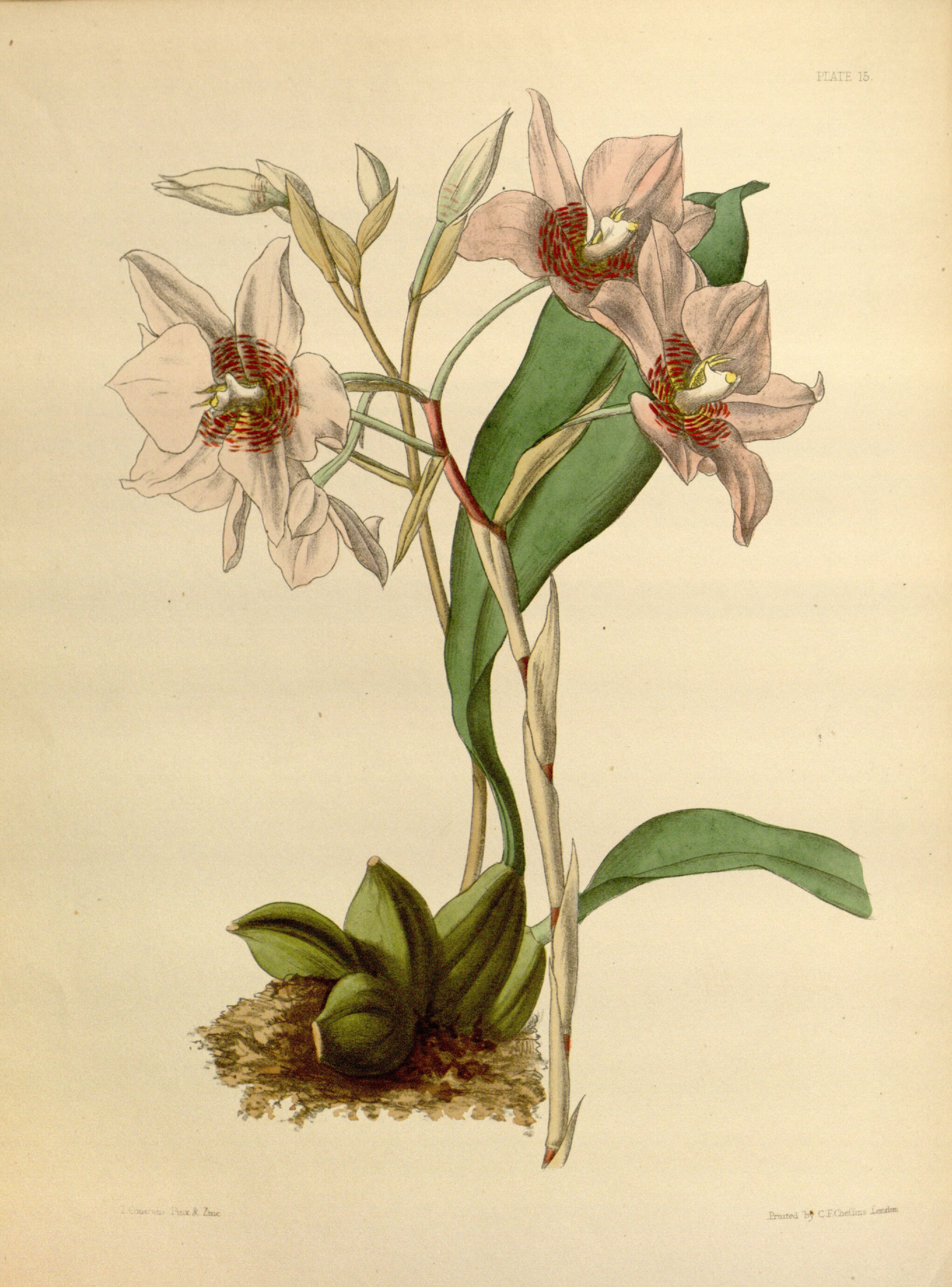